# União Desportiva Castromarinense
União Desportiva Castromarinense é um clube desportivo Portugal, localizado na vila de Castro Marim, distrito de Faro, no Algarve.

## História
O clube foi fundado em 1985  e o seu presidente actual chama-se António Pereira.

## Liga
- 2005 - 2006 - 1ª divisão distrital, Associação de Futebol do Algarve.

## Estádio
Estádio Municipal de Castro Marim
Lotação: 2000 espectadores

## Marca do equipamento
- Patrick

## Patrocínio
- Lux Algarve